# Berea (Carolina del Sur)
Berea es un lugar designado por el censo ubicado en el condado de Greenville, en el estado estadounidense de Carolina del Sur. La localidad en el año 2000 tiene una población de 14.158 habitantes en una superficie de 20.3 km², con una densidad poblacional de 718.8 personas por km². 

## Geografía
Berea se encuentra ubicado en las coordenadas 34°52′44″N 82°27′39″O / 34.87889, -82.46083. Según la Oficina del Censo, el pueblo tiene un área total de 20,3 km² (7,8 mi²), de la cual 19,7 km² (7,6 mi²) es tierra y 0,6 km² (0,2 mi²) (3.06%) es agua.

### Localidades adyacentes
El siguiente diagrama muestra a las localidades en un radio de 8 kilómetros (5 mi) de Berea.

## Demografía
En el 2000 la renta per cápita promedia del hogar era de $32.670, y el ingreso promedio para una familia era de $38.723. El ingreso per cápita para la localidad era de $16.512. En 2000 los hombres tenían un ingreso per cápita de $23.056 contra $16.797 para las mujeres. Alrededor del 16.60% de la población estaba bajo el umbral de pobreza nacional. 